# STS-114
إس تي إس-114 (بالإنجليزية: STS-114)‏ الرحلة الرابعة عشر بعد المائة ضمن برنامج مكوك الفضاء لوكالة ناسا، وهي الرحلة الأولى بعد كارثة تحطم كولومبيا بعد 907 أيام (ما يقارب 29 شهراً) من التوقف، والرحلة الحادية والثلاثون على متن مكوك الفضاء ديسكفري، انطلقت الرحلة في 26 يوليو 2005 من مركز كينيدي للفضاء ، وهبطت بتاريخ 9 أغسطس في قاعدة إدواردز الجوية، بعد ثلاثة عشرة يوماً و21 ساعة مكثتها الرحلة في الفضاء، تم خلال الرحلة تقديم امدادات لوجستية لمحطة الفضاء الدولية، وتقييم تقنيات سلامة البعثات المكوكية تجنباً لتكرار كارثة كولومبيا، وشملت تقنيات تفتيش وصيانة، واستخدام نظام استشعار جديد، مع إجراء عمليات سير في الفضاء، بلغ عدد الرواد المشاركين في الرحلة سبعة رواد من بينهم رائد فضاء ياباني.